# Arthur Hughes

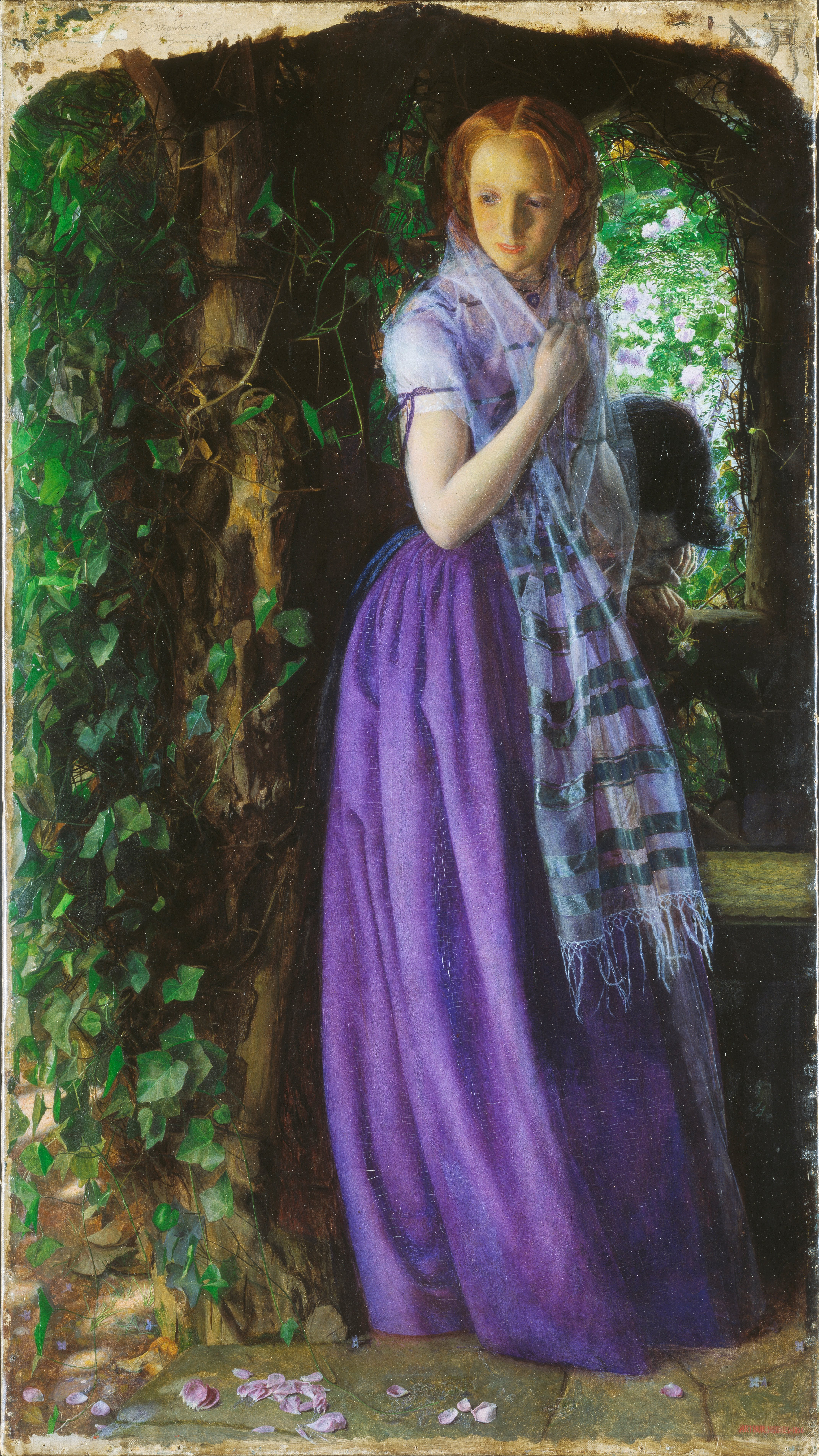
Amor de abril, 1856

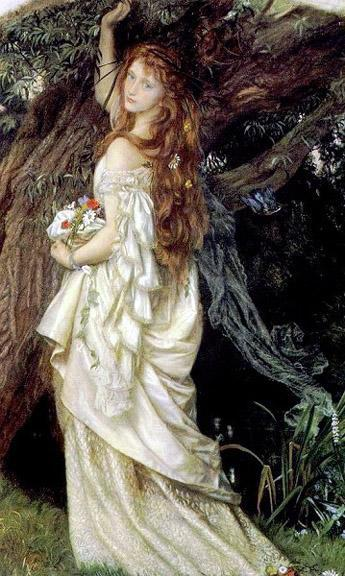
Ophelia

Arthur Hughes (Londres, 27 de janeiro de 1832 - Londres, 22 de dezembro de 1915) foi um pintor e ilustrador inglês associado à Irmandade Pré-Rafaelita. 

## Biografia
Hughes nasceu em Londres. Em 1846, ele ingressou na escola de arte em Somerset House, seu primeiro mestre foi Alfred Stevens, e depois ingressou nas escolas da Royal Academy. Foi aqui, depois de ler uma cópia de The Germ, que ele conheceu John Everett Millais, Holman Hunt e Dante Gabriel Rossetti, embora nunca tenha se tornado um membro oficial do grupo de pintores pré-rafaelitas. Sua primeira obra, Musidora, foi pendurada na Royal Academy quando tinha apenas 17 anos e, desde então, contribuiu quase anualmente não apenas para a Royal Academy, mas depois também para as exposições Grosvenor e New Gallery. Depois de ter sua pintura Ophelia pendurada perto da versão de Millais de mesmo nome, eles se tornaram amigos e Hughes serviu de modelo para a figura masculina em The Proscribed Royalist.
Em 1855, Hughes casou-se com Tryphena Foord, seu modelo para April Love. Eles tiveram cinco filhos, dos quais um, Arthur Foord Hughes, também se tornou pintor. Hughes morreu em Kew Green, Londres, em 1915, deixando cerca de 700 pinturas e desenhos conhecidos, além de mais de 750 ilustrações de livros. Após a morte de Tryphena Hughes em 1921, sua filha Emily teve que se mudar para uma casa menor. Havia, portanto, falta de espaço. Como resultado, ela destruiu os rascunhos preparatórios restantes de seu pai, e todos os seus papéis e correspondências particulares. Ele era o tio de Edward Robert Hughes. 
Hughes está enterrado no cemitério de Richmond.

## Trabalho
Suas pinturas mais conhecidas são April Love e The Long Engagement, retratando casais problemáticos contemplando a transitoriedade do amor e da beleza. Eles foram inspirados pelas pinturas anteriores de "casal" de John Everett Millais, mas enfatizam muito o pathos da incapacidade humana de manter o frescor do sentimento juvenil em comparação com o poder regenerador da natureza. 
Como Millais, Hughes também pintou Ophelia, que fica no Museu de Arte de Toledo e ilustrou o poema de Keats A véspera de St. Agnes. A versão de Hughes deste último está na forma de um tríptico secular, uma técnica que ele repetiu para cenas de As You Like It, de Shakespeare. Suas obras são conhecidas por sua coloração mágica e brilhante e habilidade de desenho delicada. 
O retrato a óleo Springtide, exibido pela primeira vez em Dublin em 1855, mostra sua esposa Tryphena. 

#### Ilustrações
Embora a maioria das pinturas posteriores de Hughes não seja bem vista, considera-se que os desenhos em preto e branco de sua carreira posterior foram alguns dos seus melhores. Ele ilustrou vários livros, incluindo Schooldays de Tom Brown (1869), At the Back of the North Wind de George Macdonald ( 1871) e The Princess and the Goblin (1872) e Sing Song (1872) de Christina Rossetti e Speaking Likenesses (1874).
Ele também produziu inúmeras ilustrações para a revista mensal de Norman MacLeod, Good Words . 